# Stenlille
Stenlille é um município da Dinamarca, localizado na região este, no condado de Vestsjaelland.
O município tem uma área de 93,56 km² e uma  população de 5 512 habitantes, segundo o censo de 2004.